# 164792 Owen
164792 Owen este o planetă minoră (asteroid) din centura de asteroizi. A fost descoperită pe 20 martie 1999 la Observatorul Apache Point de Sloan Digital Sky Survey. 
Obiectul prezintă o orbită caracterizată de o semiaxă mare de 2,2652296596227 UAi, o excentricitate de 0,09, o înclinație de 6,5 ° în raport cu ecliptica.